# Olsynium philippii
Olsynium philippii är en irisväxtart som först beskrevs av Friedrich Wilhelm Klatt, och fick sitt nu gällande namn av Peter Goldblatt. Olsynium philippii ingår i släktet Olsynium och familjen irisväxter. Inga underarter finns listade i Catalogue of Life.